# Mellemfrekvens (radioteknik)
 For alternative betydninger, se Mellemfrekvens. (Se også artikler, som begynder med Mellemfrekvens)
 Ikke at forveksle med Mellembølgebåndet.
Mellemfrekvensen (MF og IF fra engelsk Intermediate frequency) er frekvensforskellen mellem det indkomne radiosignal og modtagerens indbyggede oscillatorfrekvens. 
En standard FM-radiomodtager "lytter" på mellemfrekvensen, der indeholder den samme information(modulation) som det oprindelige indkomne radiosignal. Mellemfrekvensen er fast i modtageren og ved at dreje på modtagerens tuner ændres den interne oscillatorfrekvens.
På de fleste FM-radiomodtagere er mellemfrekvensen 10,7 MHz.